# Kornelis van der Pols
Kornelis van der Pols (Amsterdam, 21 januari 1906 – Lunteren, 24 januari 1995) was een Nederlands scheepsbouw- en werktuigbouwkundige, bestuurder en politicus. Hij was directeur van de Rotterdamsche Droogdok Maatschappij (RDM), president-directeur van de Rijn-Schelde Groep en partijvoorzitter van de VVD.

## Scheepsbouw

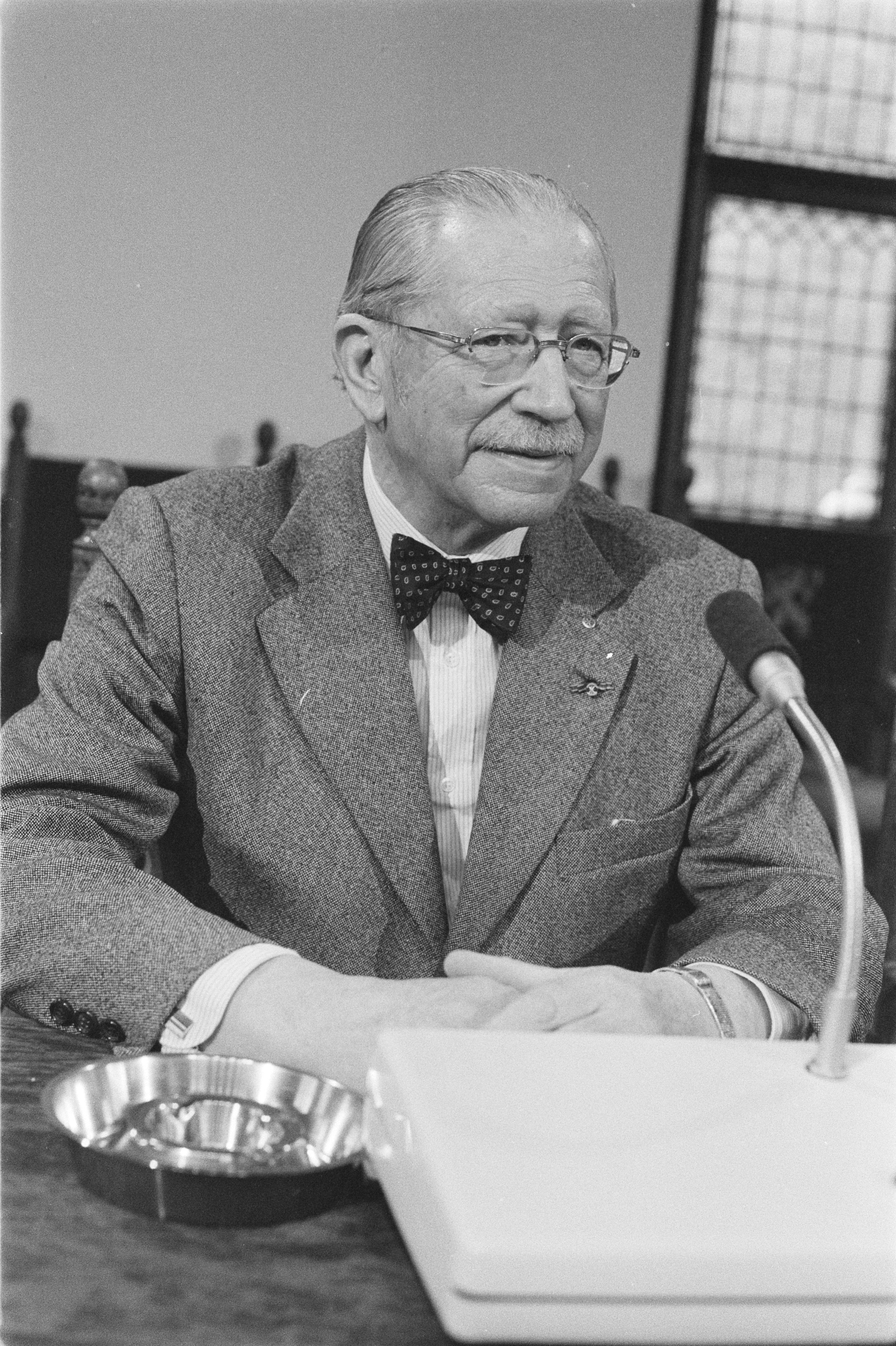
Van der Pols bij de enquêtecommissie RSV in 1984

Van der Pols doorliep de HBS in Amsterdam en werd in 1921 afgekeurd voor militaire dienst vanwege slechte ogen. Hij ging aan de Technische Hogeschool te Delft werktuigbouwkunde studeren en trad direct na zijn afstuderen in 1927 in dienst bij de Rotterdamsche Droogdok Maatschappij (RDM). Daar kwam hij in 1929 in de tekenkamer te werken als ontwerper van stoomturbines. Al snel werd hij ontwerper van onderzeeboten en leverde een substantiële
bijdrage aan de methoden voor sterkteberekeningen van onderzeeboten. Hij had in de jaren 1930 de leiding over de divisie bij RDM die de eerste onderzeeboten in de K XIV-klasse bouwde. In 1940 werd Van der Pols als onderdirecteur verantwoordelijk voor de gehele scheepsbouw van RDM. In 1946 studeerde hij in Delft tevens af als scheepsbouwkundig ingenieur. Van der Pols werd in 1948 statutair directeur van RDM en in 1951 directievoorzitter. In 1966 werd de Rijn-Schelde Groep opgericht als samengang van RDM, Schelde en Thomassen, Machinefabriek Breda, Wilton-Fijenoord en de Machinefabriek en Scheepswerf P. Smit Jr en Van der Pols was hiervan tot 1971 president van de Raad van Bestuur. Hij was kritisch op de grote reeks aan fusies tussen de scheepsbouwers en was van mening dat het Nederlandse consortium niet de concurrentie met de Japanse scheepswerven aan kon op het gebied van zeer grote tankers. Hierop werd een verzoek van opname in de Rijn-Schelde Groep van de Amsterdamse NDSM afgewezen. Van der Pols verzette zich in 1969 ook tegen het samengaan met het in financiële nood verkerende Verolme. Toen toch besloten werd tot de vorming van Rijn-Schelde-Verolme (RSV) ging hij in januari 1971 met pensioen. Hij zou dit standpunt nog uiteenzetten tijdens de parlementaire enquête naar de RSV-werf (1983/84).

## Politiek
In meerdere periodes was Van der Pols lid van het bestuur van de VVD-afdeling Rotterdam. Zijn vrouw was gemeenteraadslid geweest in Rotterdam. Bij de jaarvergadering begin 1963 was de VVD tot de conclusie gekomen dat de partij zich meer moest richten op het uitbouwen van de eigen organisatie. Hiervoor werd de functie van partijvoorzitter losgekoppeld van die van de fractievoorzitter in de Tweede Kamer (in feite de partijleider). Dit was tevens kritiek op het functioneren van Pieter Oud. Na een zoektocht waarbij meerdere kandidaten niet geschikt waren bevonden, werd Van der Pols op 9 november 1963 geïnstalleerd als partijvoorzitter. Onder zijn bestuur werd allereerst een commissie ingesteld die het 'Beginselprogram' uit 1948 van de partij moest herzien. Ook volgden over allerlei politieke onderwerpen werkgroepen en commissies. Zijn bestuur heeft vorm gegeven aan de partijstructuur. De combinatie met zijn werkzaamheden bij de RDM vielen Van der Pols zwaar en het partijwerk was ook veel meer dan hem aanvankelijk was voorgespiegeld. Al in 1965 werden door aandeelhouders van RDM vragen gesteld over de combinatie en met de voortdurende uitbreiding van het conglomeraat werd dit te veel en in 1968 verzocht Van der Pols om een opvolger te zoeken. In november 1968 leidde dit tot consternatie in de pers toen uitlekte dat Haya van Someren hem, als eerste vrouwelijke partijvoorzitter van de VVD, wilde opvolgen maar zijn vertrek nog niet bekend gemaakt was. In maart 1969 werd Van der Pols opgevolgd door Van Someren. Bij deze gelegenheid werd hij benoemd tot erelid van de VVD.

## Nevenfuncties
Van der Pols was actief in een groot aantal maatschappelijke organisaties. Hij was onder meer voorzitter van de Federatie Metaal- en Electrotechnische Industrie (FME), actief bij de bedrijfsopleiding voor de metaal- en elektrotechnische industrie 'Bemetel',  voorzitter van het hoofdbestuur van de Nederlandse Vereniging van Technici op Scheepvaartgebied (1955-1964), voorzitter van de Vereniging 'De Technische School' (1951-1975, werd erelid) en voorzitter van Stichting De Cruquius (1950-1981, later erelid van de raad van advies). Hij was commissaris van de
Koninklijke Hoogovens en Staalfabrieken en industrievertegenwoordiger bij de Europese Gemeenschap voor Kolen en Staal. In 1952 werd Van der Pols toegelaten als lid van het Bataafs Genootschap der Proefondervindelijke Wijsbegeerte en van 1954 tot 1982 was hij directeur. Hij bleef een voorliefde hebben voor stoomgemalen en schreef hierover verschillende werken en liet ook demonstratiemodellen maken.

## Onderscheidingen
In 1952 werd Van der Pols bij het 50-jarig bestaan van RDM gedecoreerd tot officier in de orde van Oranje-Nassau en in 1959 werd hij benoemd tot ridder in de orde van de Nederlandse Leeuw. Voor zijn verdiensten voor de Nederlands-Amerikaanse betrekkingen kreeg hij uit handen van de Amerikaanse ambassadeur in 1963 de 'Pieter Stuyvesantprijs'. In 1971 werd hij onderscheiden met de Van Oldenbarneveltpenning.

## Persoonlijk
Hij was in 1929 gehuwd met Johanna Reinalda Broeze (1901-1991), die van 1948 tot 1952 gemeenteraadslid was in Rotterdam. Het echtpaar had geen kinderen. Een zus van hem was gehuwd met een broer van zijn vrouw, hoogleraar werktuigbouwkunde in Delft Johannes Jan Broeze. Van der Pols woonde ruim 40-jaar op tuindorp Heijplaat, dat was opgericht als woningen voor arbeiders van RDM. Als bassist speelde hij in de Koninklijke Orkestvereniging Symphonia. 
- Biografisch Portaal: 20027652
- International Standard Name Identifier: 0000 0000 2423 366X
- Library of Congress Control Number: n78098976
- Nationale Bibliotheek van Israël: 987007367451205171
- Nederlandse Thesaurus van Auteursnamen: 070072140
- Parlement.com: vg09lm09e9ut
- Virtual International Authority File: 13577593
- WorldCat: E39PBJpdK48T3m7hbmP3vgjV4q